# Platja de Santa Ponça

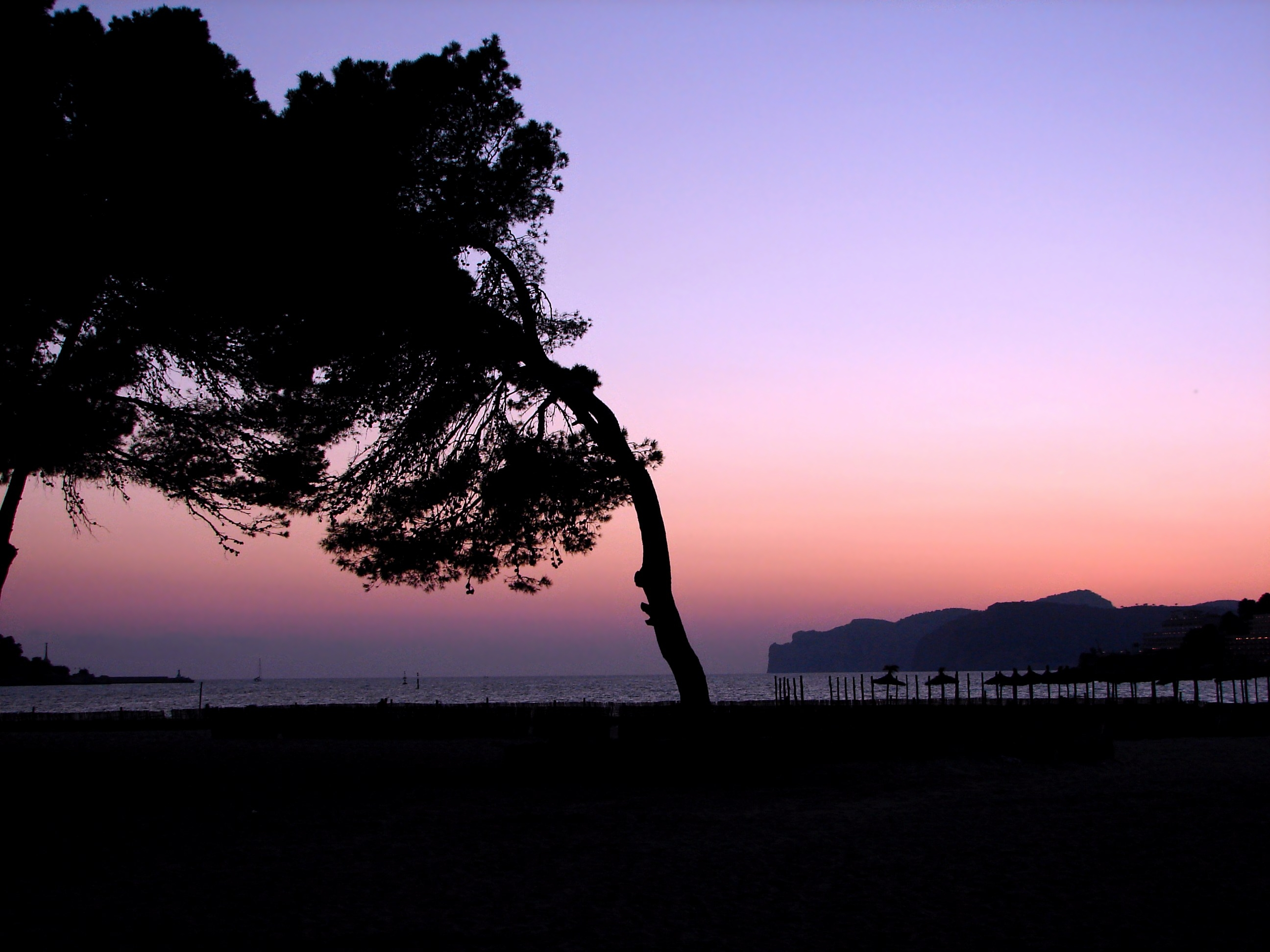
Posta de sol a la platja de Santa Ponça

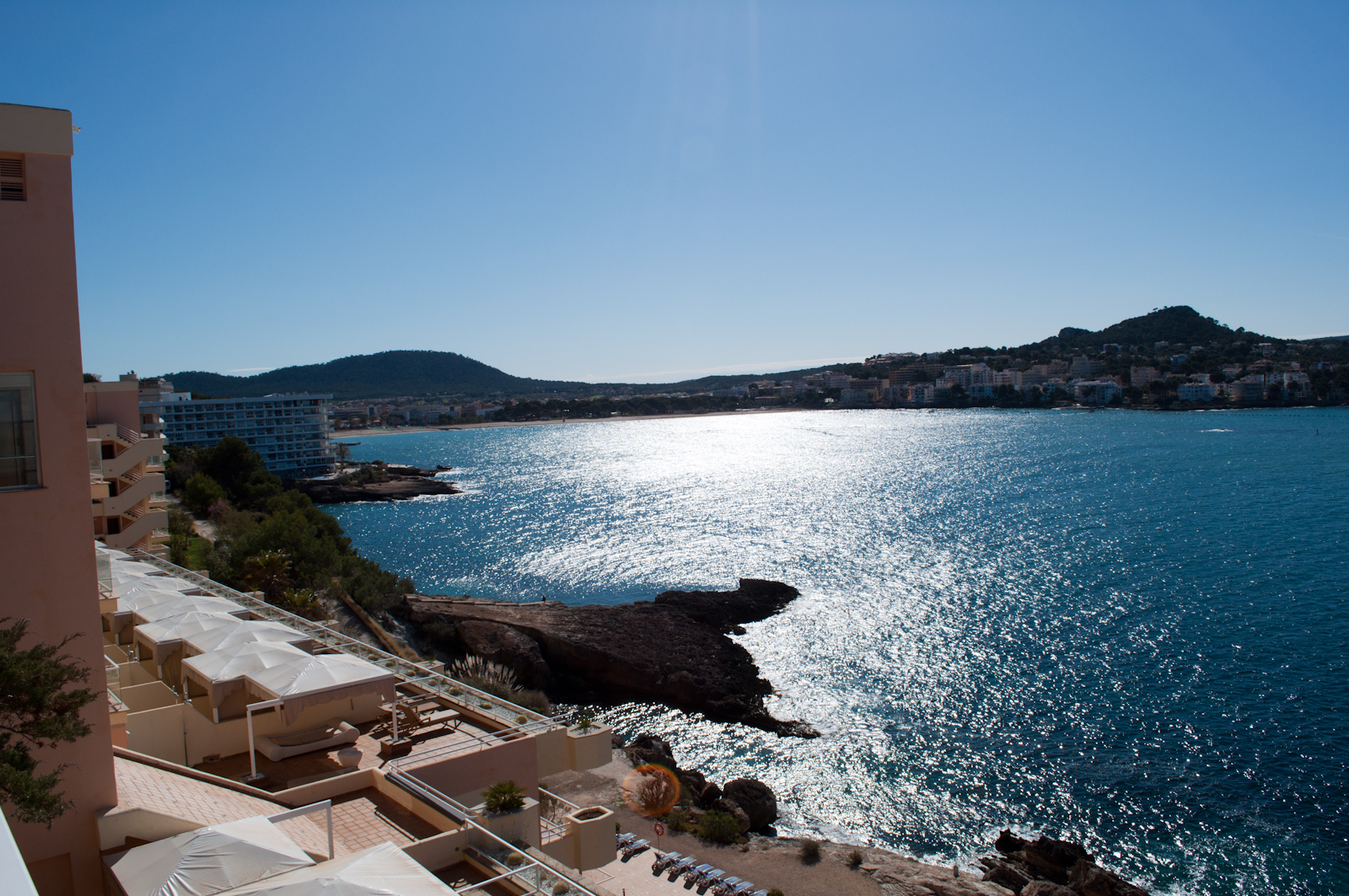
Badia de Santa Ponça

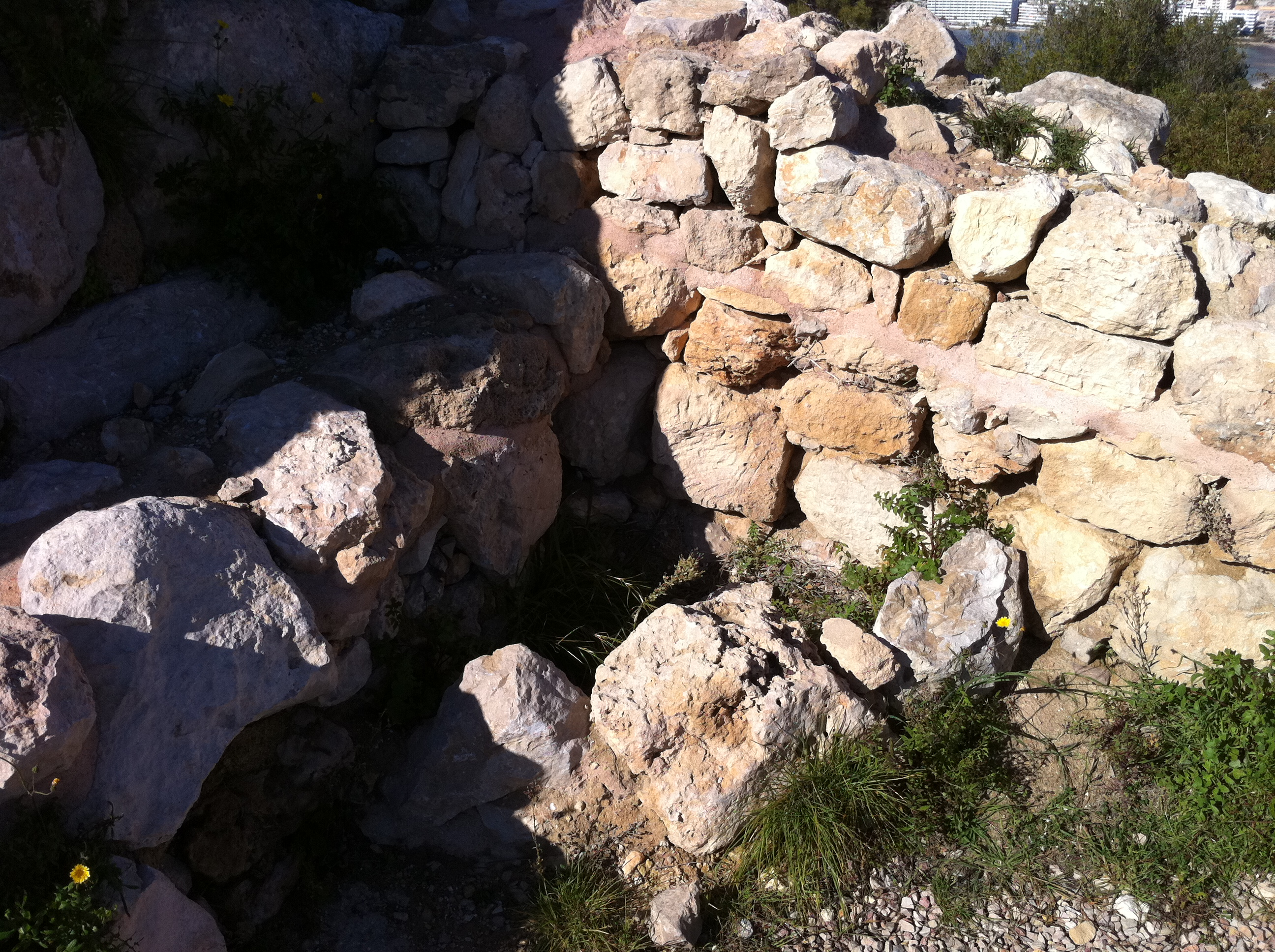
Llar almohade aferrada a la torre III del parc arqueològic del puig de sa Morisca

La platja de Santa Ponça és una platja del nucli de Santa Ponça, en el municipi de Calvià (Mallorca). Té una llargària de 1.300 metres i una amplària mitjana de 100 metres. Està envoltada de pins i palmeres. Es troba al costat del Puig de Galatzó.
Santa Ponça és el tercer recurs turístic més popular entre els turistes britànics que visiten la costa sud-est de Mallorca, després de Magaluf i Palma Nova. Té una gran quantitat de bars i locals britànics escampats per tota la zona.
La platja és una atractiva superfície de sorra fina i molt acurada, que es troba en una pintoresca badia. L'accés és ràpid i senzill. Envoltant la platja, podem veure-hi molts arbres.
La badia està farcida, en ambdós costats, d'apartaments i hotels. A la part nord, per sobre de la rocosa platja de Castellot, la construcció ha estat força intensiva i ha augmentat en els darrers temps. Això, d'alguna manera, n'ha anat afectat el paisatge canviant en una aparença més urbana. A la zona sud de la badia, el desenvolupament urbà no es nota tant, ja que les edificacions estan cobertes per la gran quantitat de pins existents.
A prop es troba el Puig de sa Morisca, que és un parc arqueològic en què es conserven una gran quantitat de restes talaiòtiques. També, s'ha conservat una llar almohade.